# Comitê Paralímpico Nacional do Zimbábue
O Comitê Paralímpico Nacional do Zimbábue (em inglês:  Zimbabwe National Paralympic Committee) é o Comitê Paralímpico Nacional que representa o Zimbábue. Esta organização é membro do Comitê Paralímpico Internacional e, é responsável pela participação do Zimbábue nos Jogos Paralímpicos, e por supervisionar esporte paralímpico no país. Sua missão é para apoiar os atletas zimbabuanos com deficiência "para competir em ambas as bases e os níveis de elite". O seu atual presidente é Michael Ityaishe Bulagango.

## História
O Comitê Paralímpico Nacional do Zimbábue só foi oficialmente lançado e registrado no ano de 2010. Antes disso, "o governo fornecia ajuda financeira durante os Jogos Paralímpicos, mas não havia nenhum mecanismo coordenado para manter a dinâmica dos atletas entre os jogos", e os atletas "tinham que encontrar o seu próprio patrocinador, treinador e gerente que iria financiar o treinamento, viagens e sua participação nas competições".